# Júnior Nagata
Jenílson Ângelo de Souza, mais conhecido como Júnior ou Nagata (Santo Antonio de Jesus, 20 de junho de 1973), é um ex-futebolista brasileiro que atuava como lateral-esquerdo.

## Carreira

### Vitória
Foi revelado pelo Vitória, estreando como profissional em 1994 em um Vitória 4 a 0 Fluminense de Feira, participando da equipe que foi vice-campeã do Campeonato Baiano em 1994 .

### Palmeiras
Em 1996 foi contratado pelo Palmeiras com o status de promessa, para preencher a vaga deixada por Roberto Carlos. Fez parte dos elencos que foram campeões do Campeonato Paulista de 1996, da Copa do Brasil e da Taça Mercosul de 1998, da Taça Libertadores da América de 1999, do Torneio Rio-São Paulo e Copa dos Campeões de 2000. Foi titular durante todo o período em que atuou pelo clube, tornando-se ídolo do clube.

### Parma
Em 2000, com o final da parceria entre Palmeiras e Parmalat, Júnior foi para o Parma AC, clube que possuía os vínculos contratuais do atleta. No Parma, Júnior se destacou no vice-campeonato do Campeonato Italiano de 2000-01 e também se destacou no título da Copa Itália de 2001-02 Após duas temporadas no Parma, Júnior foi contratado pelo Siena por empréstimo. Em 2005, rescinde com o Parma.

### São Paulo
Retornou ao Brasil para realizar sua passagem mais vitoriosa na carreira em clubes. Entre 2004 e 2008, Júnior conquistou o Campeonato Paulista, a Libertadores e o Mundial de Clubes de 2005, além dos Campeonatos Brasileiros de 2006, 2007 e 2008 com o Tricolor. Ao todo foram 197 jogos pelo clube do Morumbi, com 115 vitórias.

### Atlético Mineiro
Entre 2009 a 2010, defendeu o Atlético Mineiro, mas não teve uma passagem de expressão em um período conturbado na história do clube, tendo sido campeão apenas do Campeonato Mineiro de 2010.

### Goiás
Em agosto de 2010, Júnior assinou com o Goiás, onde permaneceu até o final do ano. Mesmo com contrato até maio de 2011, Júnior decidiu se aposentar após o fim da temporada de 2010.

## Seleção Brasileira
Antes da chegada de Luiz Felipe Scolari na Seleção Brasileira, Júnior não teve muitas oportunidades devido a forte concorrência na posição. Após Felipão assumir ao comando do time, volta a ser lembrado em algumas convocações da equipe, estando entre os convocados à disputar a Copa do Mundo de 2002. Júnior foi titular em apenas uma partida na Copa, contra a Costa Rica, ainda na primeira fase, partida na qual marcou seu único gol pela Seleção após lançamento de Edmílson. Ao todo, fez 22 partidas pela Seleção.

## Estatísticas
|           |       | Campeonato Brasileiro | Campeonato Brasileiro | Copa Libertadores | Copa Libertadores | Copa Sul-Americana | Copa Sul-Americana | Campeonato Paulista | Campeonato Paulista | Mundial de Clubes | Mundial de Clubes | Recopa Sul-Americana | Recopa Sul-Americana | Total | Total |
| Ano       | Jogos | Gols                  | Jogos                 | Gols              | Jogos             | Gols               | Jogos              | Gols                | Jogos               | Gols              | Jogos             | Gols                 | Jogos                | Gols  |       |
| --------- | ----- | --------------------- | --------------------- | ----------------- | ----------------- | ------------------ | ------------------ | ------------------- | ------------------- | ----------------- | ----------------- | -------------------- | -------------------- | ----- | ----- |
| São Paulo | 2004  | 13                    | 1                     | 0                 | 0                 | 3                  | 0                  | 0                   | 0                   | 0                 | 0                 | 0                    | 0                    | 16    | 1     |
| São Paulo | 2005  | 29                    | 10                    | 14                | 4                 | 5                  | 3                  | 18                  | 5                   | 2                 | 0                 | 0                    | 0                    | 68    | 22    |
| São Paulo | 2006  | 25                    | 2                     | 13                | 0                 | 0                  | 0                  | 17                  | 1                   | 0                 | 0                 | 1                    | 1                    | 56    | 4     |
| São Paulo | 2007  | 16                    | 0                     | 4                 | 1                 | 3                  | 0                  | 15                  | 2                   | 0                 | 0                 | 0                    | 0                    | 38    | 3     |
| São Paulo | 2008  | 7                     | 0                     | 3                 | 0                 | 1                  | 0                  | 12                  | 0                   | 0                 | 0                 | 0                    | 0                    | 23    | 0     |
| Total     |       | 90                    | 13                    | 34                | 5                 | 12                 | 3                  | 62                  | 8                   | 2                 | 0                 | 1                    | 1                    | 201   | 30    |

## Títulos
Palmeiras
- Copa Libertadores da América: 1999
- Copa Mercosul: 1998
- Copa do Brasil:1998
- Campeonato Paulista: 1996[10]
- Torneio Rio-São Paulo: 2000

Parma
- Coppa Italia: 2001-02

São Paulo
- Campeonato Paulista: 2005
- Copa Libertadores da América: 2005
- Mundial de Clubes da FIFA: 2005[11]
- Campeonato Brasileiro: 2006, 2007 e 2008

Atlético Mineiro
- Campeonato Mineiro: 2010

Seleção Brasileira
- Copa do Mundo: 2002

### Outras Conquistas
Palmeiras
- Copa Euro-América: 1996
- Taça Pequim: 1996
- Taça Governador de Goiás: 1997
- Torneio Maria Quitéria: 1997
- II Taça da Amizade: 1997
- Troféu Naranja: 1997
- Troféu Província de Lucca: 1999
- Taça Valle d'Aosta: 1999

São Paulo
- Troféu Osmar Santos: 2006 e 2007
- Troféu João Saldanha: 2006, 2007 e 2008

Atlético Mineiro
- Troféu AMCE 70 anos: 2009

## Prêmios Individuais
Vitória
- Revelação do Campeonato Baiano: 1994

Palmeiras
- Bola de Prata: 1998[12]

Parma
- Melhor Jogador da Copa Itália: 2001-02